# 아틸리오 페라리스
아틸리오 페라리스(이탈리아어: Attilio Ferraris atˈtiːljo ferˈraːris[*]; 1904년 3월 26일, 라치오 주 로마 ~ 1947년 5월 8일, 토스카나 주 몬테카티니 테르메)는 이탈리아의 전 축구 선수로, 수비형 미드필더로 활약했다.

## 클럽 경력
페라리스는 10년 동안 로마, 라치오, 그리고 바리 소속으로 세리에 A 경기에 254번 출전해 2골을 기록했다.

## 국가대표팀 경력
페라리스는 이탈리아 국가대표팀 일원으로 1928년 하계 올림픽에서 이탈리아 선수단으로 참가해 동메달을 목에 걸었지만, 그는 이 대회 한 경기도 출전하지 못했다. 그는 1927-30년 중부 유럽 선수권 대회 우승과 1931-32년 중부 유럽 선수권 대회 준우승을 거두기도 했다.
그는 1934년 월드컵의 주축 선수로 활약하며 대회의 선수단에 이름을 올렸다.

## 최후
페라리스는 1947년에 은퇴 선수들의 경기에서 쓰러져 영면에 들었다.

## 수상
이탈리아
- 월드컵: 1934
- 중부 유럽 선수권 대회
  - 우승: 1927–30
  - 준우승: 1931–32
- 하계 올림픽 동메달: 1928

개인
- 월드컵 대회의 선수단: 1934[2]
- 로마 명예의 전당: 2013[3]